# Marc Gené
Marc Gené, španski dirkač Formule 1, * 29. maj 1974, Sabadell, Španija.
Marc Gené je upokojeni španski dirkač Formule 1. Debitiral je v sezoni 1999, ko je s šestim mestom na Veliki nagradi Evrope dosegel svojo prvo uvrstitev v točke v karieri. V sezoni 2000 mu višje od osmega mesta ni uspelo priti. Naslednjo priložnost na dirki je dobil šele na Velik nagradi Italije v sezoni 2003, ko je zamenjal poškodovanega Ralfa Schumacherja in dosegel peto mesto, najboljši rezultat kariere. Tudi v naslednji sezoni 2004 je na dveh dirkah zamenjal Ralfa Schumacherja, toda višje od desetega mesta se mu ni uspelo uvrstiti, kar sta bili njegovi zadnji dirki Formule 1 v karieri. Od sezone 2007 je testni dirkač Ferrarija. Leta 2009 je zmagal na dirki za 24 ur Le Mansa. 

## Popolni rezultati Formule 1
(legenda) (odebeljene dirke pomenijo najboljši štartni položaj, poševne pa najhitrejši krog, †-uvrščen kljub odstopu)
| Leto | Moštvo                       | Šasija        | Motor         | 1       | 2       | 3       | 4       | 5       | 6      | 7       | 8      | 9      | 10     | 11      | 12     | 13      | 14    | 15     | 16      | 17      | 18  | Prv | Toč |
| ---- | ---------------------------- | ------------- | ------------- | ------- | ------- | ------- | ------- | ------- | ------ | ------- | ------ | ------ | ------ | ------- | ------ | ------- | ----- | ------ | ------- | ------- | --- | --- | --- |
| 1999 | Fondmetal Minardi Ford       | Minardi M01   | Ford V10      | AVS Ret | BRA 9   | SMR 9   | MON Ret | ŠPA Ret | KAN 8  | FRA Ret | VB 15  | AVT 11 | NEM 9  | MAD 17  | BEL 16 | ITA Ret | EU 6  | MAL 9  | JAP Ret |         |     | 18. | 1   |
| 2000 | Telefonica Minardi Fondmetal | Minardi M02   | Fondmetal V10 | AVS 8   | BRA Ret | SMR Ret | VB 14   | ŠPA 14  | EU Ret | MON Ret | KAN 16 | FRA 15 | AVT 8  | NEM Ret | MAD 15 | BEL 14  | ITA 9 | ZDA 12 | JAP Ret | MAL Ret |     | 19. | 0   |
| 2003 | BMW WilliamsF1 Team          | Williams FW25 | BMW V10       | AVS     | MAL     | BRA     | SMR     | ŠPA     | AVT    | MON     | KAN    | EU     | FRA    | VB      | NEM    | MAD     | ITA 5 | ZDA    | JAP     |         |     | 17. | 4   |
| 2004 | BMW WilliamsF1 Team          | Williams FW26 | BMW V10       | AVS     | MAL     | BAH     | SMR     | ŠPA     | MON    | EU      | KAN    | ZDA    | FRA 10 | VB 12   | NEM    | MAD     | BEL   | ITA    | KIT     | JAP     | BRA | 23. | 0   |